# Geschichte der Juden in Osnabrück

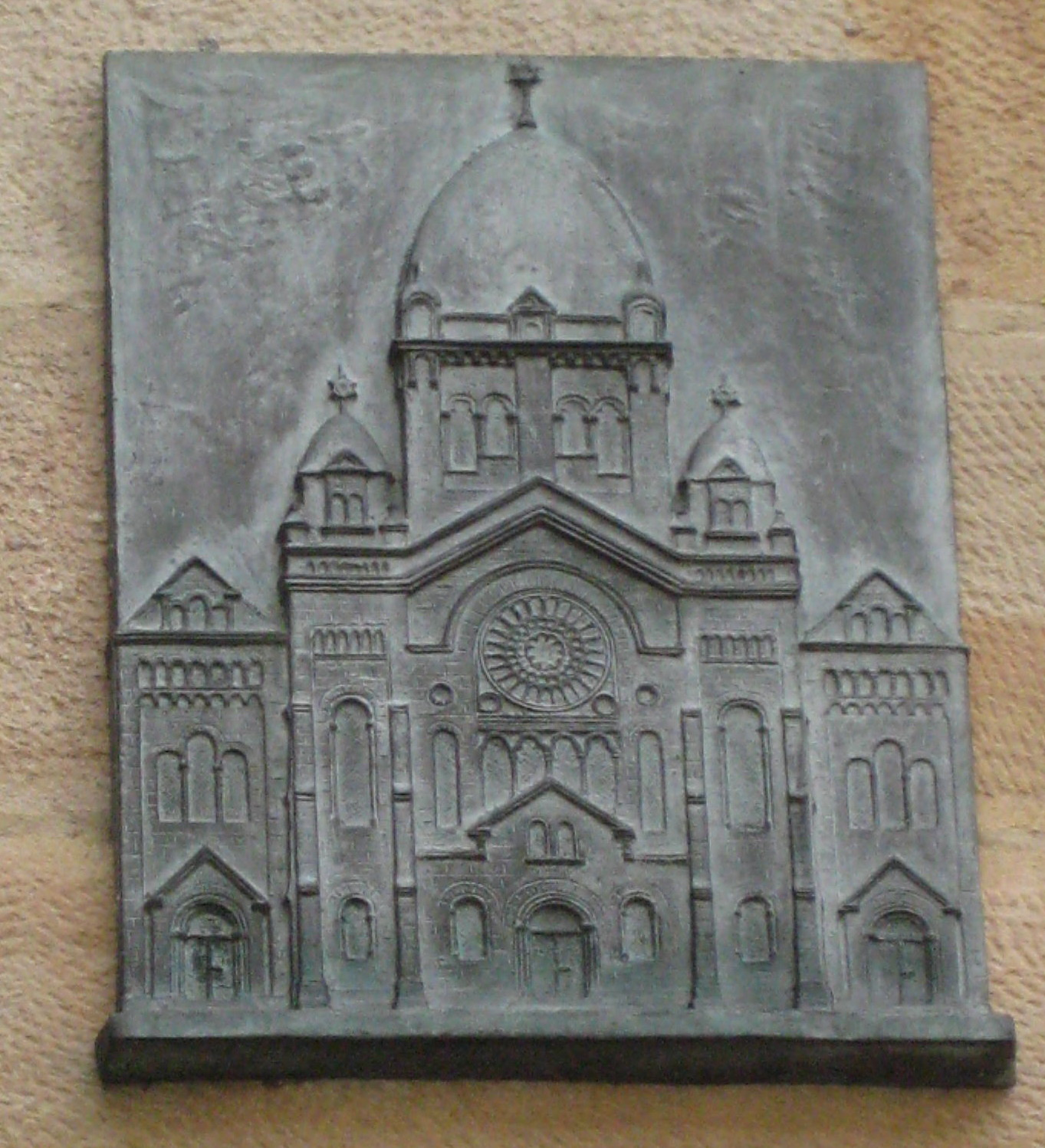
Abbildung der Alten Synagoge (1906–1939) auf einer Gedenktafel am Gebäude der ehemaligen Bezirksregierung

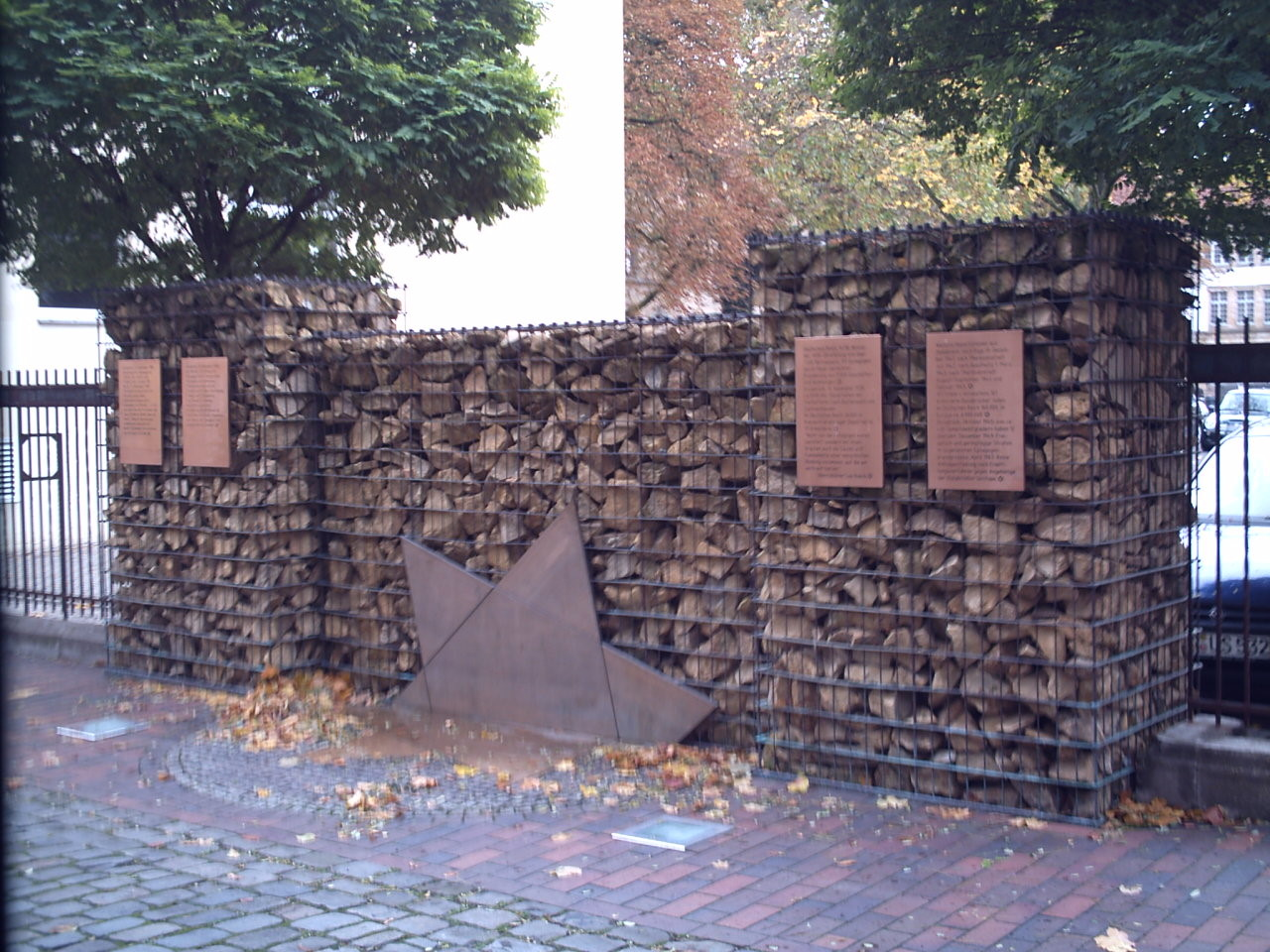
Mahnmal für die Alte Synagoge in der Alte-Synagogen-Straße, früher Rolandstraße

Die Geschichte der Juden in Osnabrück begann vermutlich in der zweiten Hälfte des 13. Jahrhunderts. 

## Geschichte
Bis Mitte des 15. Jahrhunderts lebten lediglich wenige jüdische Familien in der Stadt. Anschließend war es ihnen untersagt, sich in Osnabrück niederzulassen. Bis ins frühe 19. Jahrhundert war ihnen nur ein kurzzeitiger Aufenthalt zum Handeltreiben gestattet; insbesondere der Rat der Stadt versuchte ihre Ansiedlung auf Betreiben von Handwerkern und Händlern zu unterbinden. Bürgerrechte bekamen Juden in Osnabrück erstmals nach 1807. Ende des 19. Jahrhunderts war die jüdische Gemeinde auf über 400 Mitglieder angewachsen. Nach dem Holocaust lebten 1945 noch fünf Juden in der Stadt. Mehr als 400 Angehörige erreichte die Gemeinde erst wieder Ende des 20. Jahrhunderts.

### 13. bis 15. Jahrhundert
Erster urkundlich in Osnabrück belegter Jude war im Jahr 1267 ein Mann namens Jacobus. In Köln war um 1260 Vivis von Osnabrück als Jude genannt worden. Als Geldverleiher lebten Anfang des 14. Jahrhunderts mehrere Juden in der Stadt. Sie ließen sich im Zentrum der Altstadt in der Schweinestraße nieder, die 1882  in Marienstraße umbenannt wurde und in unmittelbarer Nachbarschaft des Rathauses und des Marktes liegt. Im Kleeweg befand sich auch das Bethaus, die so genannte Judenschule.
Engelbert II. von Weyhe, seit 1309 Bischof von Osnabrück, war auf Kreditgeber angewiesen, und stellte Juden und ihren Familien gegen den Willen des Rats der Stadt Schutzbriefe aus. Der Stadtrat erließ eine Reihe von Verordnungen, um unerwünschte wirtschaftliche Konkurrenz zu unterbinden. Auch Bischof Gottfried von Arnsberg, der von 1321 bis 1349 Bischof von Osnabrück war, erteilte Juden trotz städtischen Widerstands Schutzbriefe, um sich ihrer als Geldverleiher bedienen zu können. Im 14. Jahrhundert hatten die jüdischen Einwohner einen Friedhof am Westerberg.
Die Zahl der Juden blieb klein und schrumpfte Mitte des 14. Jahrhunderts durch Pogrome während einer Pestepidemie. Bischof Johann II. Hoet ließ anschließend zwar die Niederlassung von Juden zu, ging dabei jedoch auf die Forderung des Rats ein, weitere Ansiedlungen nicht mehr zu erlauben. Bischof Johann III. von Diepholz verbot 1424 Juden den dauerhaften Aufenthalt in der Stadt. Vermutlich lebten dennoch bis etwa Mitte des 15. Jahrhunderts Juden in Osnabrück, denn der bischöfliche Erlass wurde 1431 sowie zehn Jahre später erneuert.

### 15. Jahrhundert bis frühes 19. Jahrhundert
Juden durften sich von 1424 bis 1808 nur auf der Durchreise oder zu Viehmärkten in der Stadt aufhalten. Dabei unterlagen sie Schikanen durch die Verwaltung. Ihnen wurde der Aufenthalt lediglich tagsüber gestattet; für Übernachtungen etwa mussten sie eine behördliche Genehmigung beantragen.

### 19. Jahrhundert und 20. Jahrhundert bis 1933

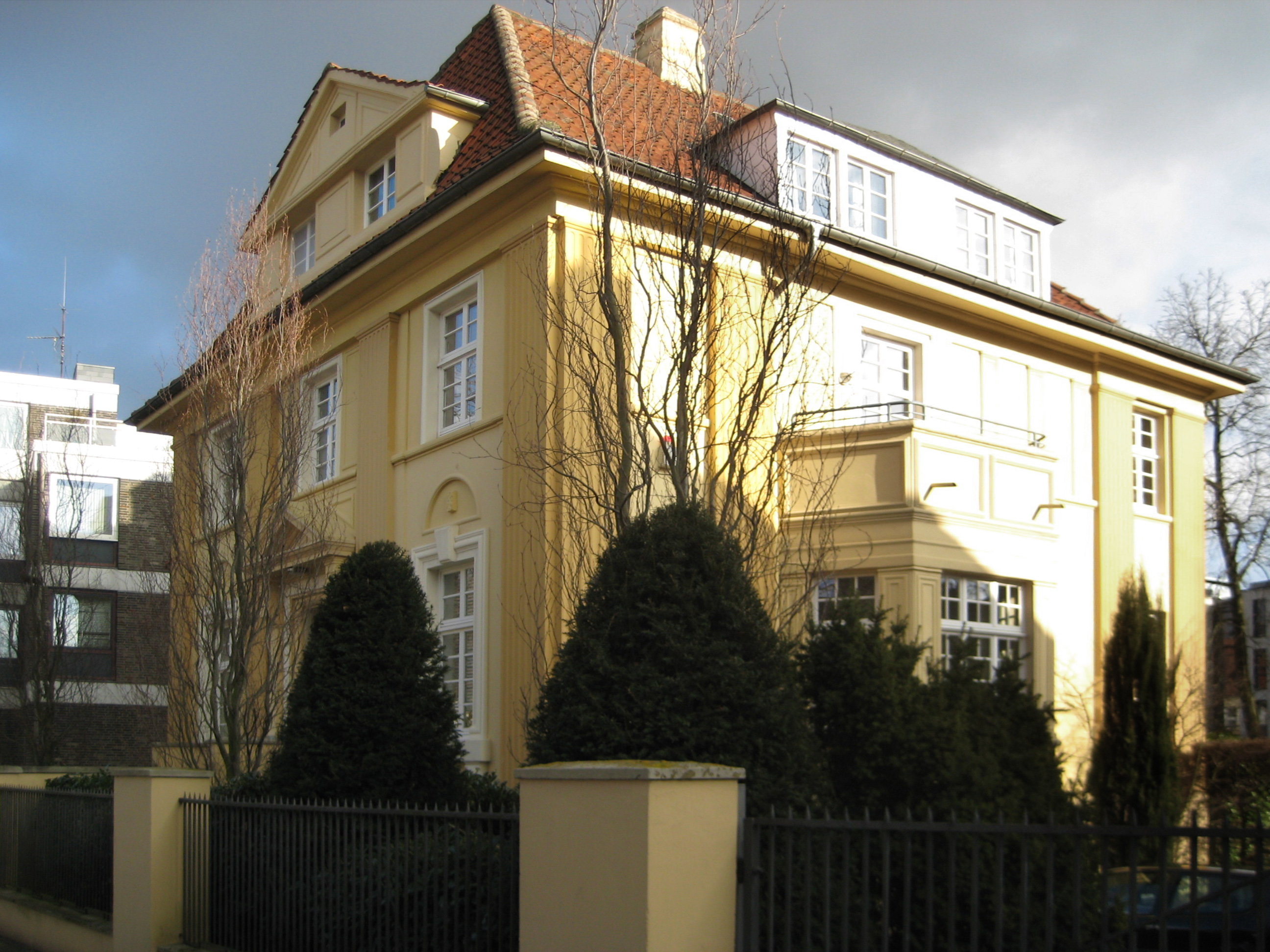
Villa des Eisenwarenhändlers Philipp Nussbaum, 1922 erbaut

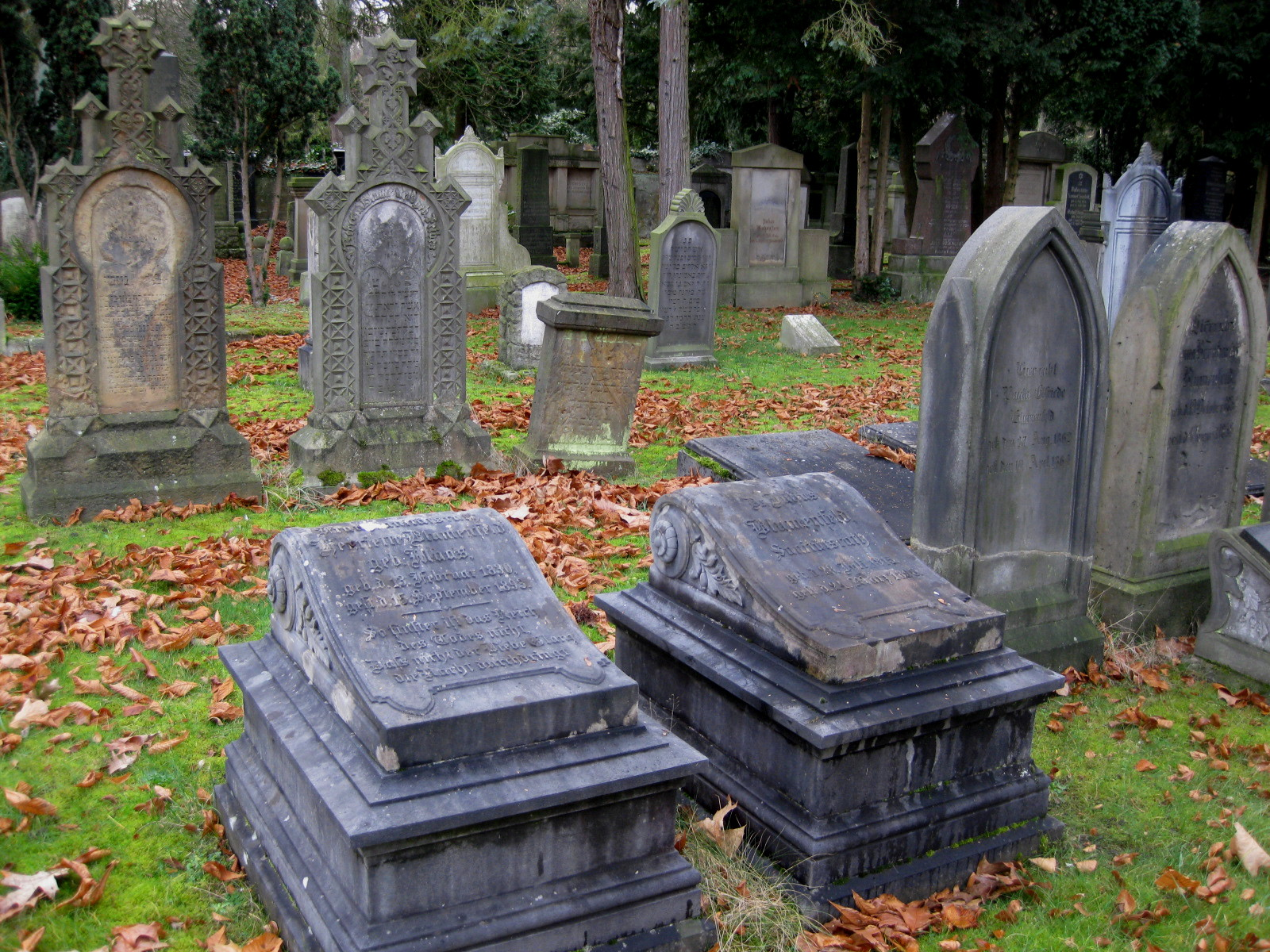
Der Jüdische Friedhof an der Magdalenenstraße

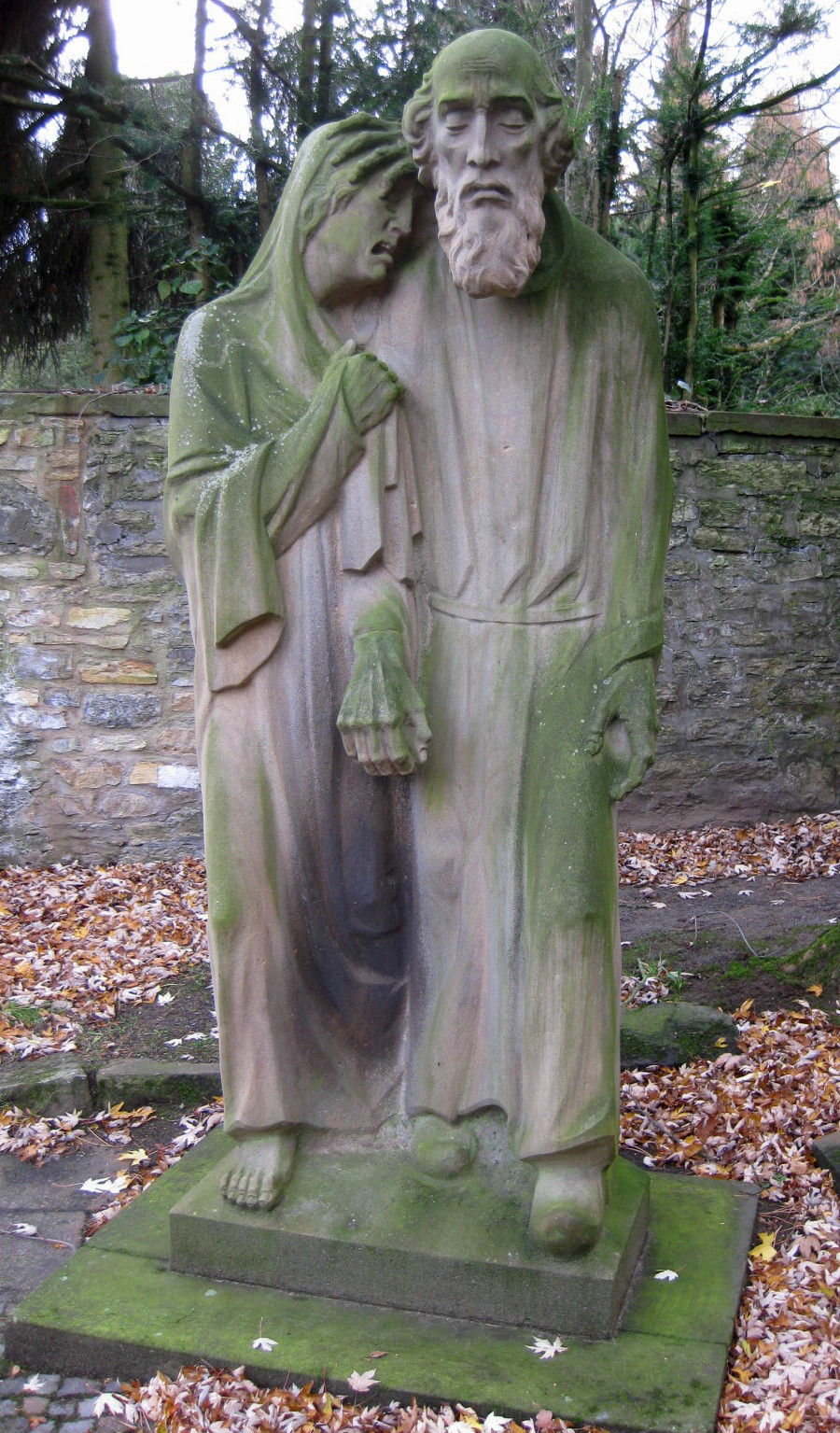
Skulptur Leidensweg (1951) von Joseph Krautwald auf dem Jüdischen Friedhof an der Magdalenenstraße

Nach der Aufhebung des Hochstifts Osnabrück im Jahr 1802 und zeitweiliger Zugehörigkeit der Stadt zum Königreich Preußen wurde Osnabrück 1807 Teil des Königreichs Westphalen. Die Constitution des Königreichs Westphalen sah die Gleichheit aller Unterthanen vor dem Gesetze, und die freye Ausübung des Gottesdienstes der verschiedenen Religions-Gesellschaften vor. Dennoch versuchte die Stadt weiterhin, die Ansiedlung von Juden zu unterbinden.
Erster jüdischer Bürger in dieser Zeit war Nathan Beer aus Unterfranken. Er kaufte 1810 ein Haus in der Altstadt und war in Geldgeschäften tätig. Im selben Jahr lebten 25 Juden in acht Familien in Osnabrück. Eingeschränkt wurden die Rechte jüdischer Einwohner erneut in der Zeit der Zugehörigkeit der Stadt zum Königreich Hannover ab 1815; sie wurden lediglich geduldet. Insbesondere die Handwerkergilden und das Krameramt sahen Juden als zu bekämpfende Konkurrenz an. Als Folge dessen lebten weiterhin nur wenige jüdische Familien in der Stadt. Ihre Zahl nahm jedoch langsam zu, so dass in den 1860ern jüdische Kaufleute, Unternehmer wie ein Zigarrenfabrikant, Bankiers, Lehrer und Angehörige anderer Berufe mit ihren Familien ansässig waren. Die Zahl der Angehörigen der Synagogengemeinde stieg von 138 im Jahr 1871 auf 379 im Jahr 1880. 1873 wurde die Chewra Kadischa gegründet, 1882 der Israelitische Frauenverein. Auch ein örtlicher Ableger des Esra-Vereins, der dazu beitrug, Pogrom-Flüchtlinge aus dem Russischen Reich in Palästina anzusiedeln, bestand in der Stadt.
1890 hatte die jüdische Gemeinde 423 Angehörige. 1905, als der Grundstein für das später als Alte Synagoge bezeichnete Gotteshaus gelegt wurde, hatte sie 480 Angehörige. Bis dahin hatte die Gemeinde ihre Gottesdienste zunächst im Tuchfeldtschen Haus in der Hakenstraße 16, seit etwa 1850 im Haus Bierstraße 18 und ab 1872 in einem Haus am Barfüßerkloster abgehalten. Ihre Toten setzten die Osnabrücker Juden auf dem wieder übernommenen Friedhof am Westerberg bei. Er wurde 1876 auf Anweisung der Stadt geschlossen und ein neuer an der Magdalenenstraße in der Neustadt angelegt. Die Leichen wurden bis 1894 vom Westerberg zum neuen Friedhof umgebettet und der alte Friedhof überbaut.
Über eine eigene Schule verfügte die Gemeinde ab 1886 am Barfüßerkloster; bis dahin hatten jüdische Schüler christliche Schulen besucht. Die jüdische Volksschule hatte 1901 etwa 40 Schüler, andere jüdische Kinder besuchten öffentliche Schulen. 1913 wurden der Verein für jüdische Geschichte und Kultur sowie eine Ortsgruppe des Central-Vereins deutscher Staatsbürger jüdischen Glaubens gegründet, dem im Gründungsjahr 72 Osnabrücker Juden beitraten. Von geringerer Bedeutung war zunächst die Zionistische Vereinigung für Deutschland. Im Ersten Weltkrieg fielen sechs Angehörige der Gemeinde.
Bekannte Unternehmen jüdischer Einwohner waren das Kaufhaus der Familie Alsberg, 1935 als Kaufhaus Lengermann und Trieschmann „arisiert“, das Haushaltswarengeschäft Wertheim oder das Kunst- und Antiquitätengeschäft Meyer. Es gab ferner die beiden Kaufhäuser bzw. Geschäfte Philipps und Schönfeld. Zu den in der Stadt bekannten Juden gehörte der Leiter des Städtischen Krankenhauses, Siegfried Pelz (1848–1936), der 1928 zum Ehrenbürger der Stadt ernannt wurde, oder der Eisenwarenhändler Philipp Nussbaum, der sich unweit des Osnabrücker Schlosses 1922 eine repräsentative Villa baute. Sein 1904 geborener Sohn Felix Nussbaum wurde Maler.
In der Zeit der Weimarer Republik setzten sich Osnabrücker Juden verstärkt für das Gemeinwohl der Stadt ein; insbesondere übernahmen sie Aufgaben in der Wohlfahrtspflege. Viele förderten das Vereins- und Kulturleben. Fritz Behrend, der seit 1926 Kapellmeister gewesen war, wurde 1931 Intendant des 1909 eröffneten Stadt-Theaters Osnabrück. 1929 wurde eine B’nai-B’rith-Loge gegründet.
In Osnabrück gab es Ortsvereine der Jüdischen Jugendbewegung wie den Jung-Jüdischen Wanderbund, den Wanderbund Blau-Weiß oder den Jüdischen Pfadfinderbund Deutschland. Ein Jüdischer Turn- und Sportverein wurde gegründet, nachdem der Osnabrücker Turnverein Juden 1924 ausgeschlossen hatte. Der Osnabrücker Tennisverein nahm Juden von vornherein nicht auf, was zur Gründung des Jüdischen Tennisvereins führte, der über einen eigenen Tennisplatz verfügte.
Mit Hugo Krakauer erhielt die Gemeinde 1925 nach Konflikten mit dem Landrabbinat Emden einen eigenen Rabbiner. Er amtierte jedoch nur bis 1930.
Bereits in den 1920er Jahren kam es in der Stadt zu antisemitischen Zwischenfällen. Schon 1926 bestand eine Ortsgruppe der Nationalsozialistischen Deutschen Arbeiterpartei, die bei der Reichstagswahl 1930 27,6 Prozent der Stimmen erhielt, und eine örtliche Sturmabteilung der NSDAP. Der NSDAP-Ortsgruppenleiter rief 1928 auf einem Flugblatt zum Boykott jüdischer Geschäfte auf. Er wurde wegen Beleidigung eines jüdischen Kaufmanns zu einer Geldstrafe verurteilt. Seine Mitangeklagten wurden freigesprochen.
Sprachrohr antijüdischer Hetze wurde das Wochenblatt Der Stadtwächter, das von einem Heilpraktiker herausgegeben wurde. Der Herausgeber und ein Redakteur wurden nach einem erneuten Boykottaufruf 1929 zu einer Geldstrafe verurteilt. Der Herausgeber Schierbaum trat mit der Stadtwächter-Partei zur Kommunalwahl 1929 an; sie erhielt die dritthöchste Zahl der abgegebenen Stimmen, konnte jedoch nur fünf der sieben Mandate besetzen. Der Stadtwächter wurde 1931 eingestellt. Bevorzugter Treffpunkt der Antisemiten war das Gasthaus Germania.

### 1933 bis 1945

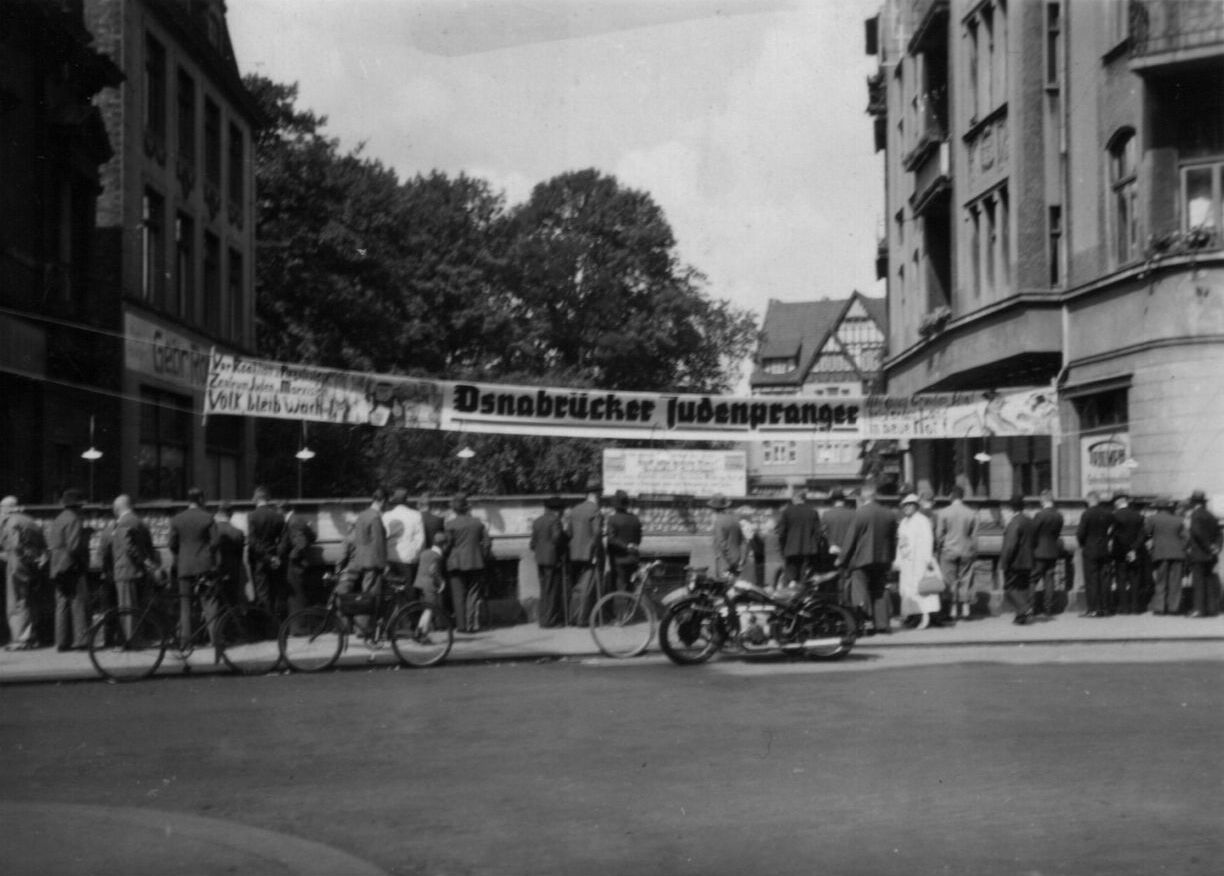
„Osnabrücker Judenpranger“ in der Georgstraße als antisemitische Propaganda, September 1934

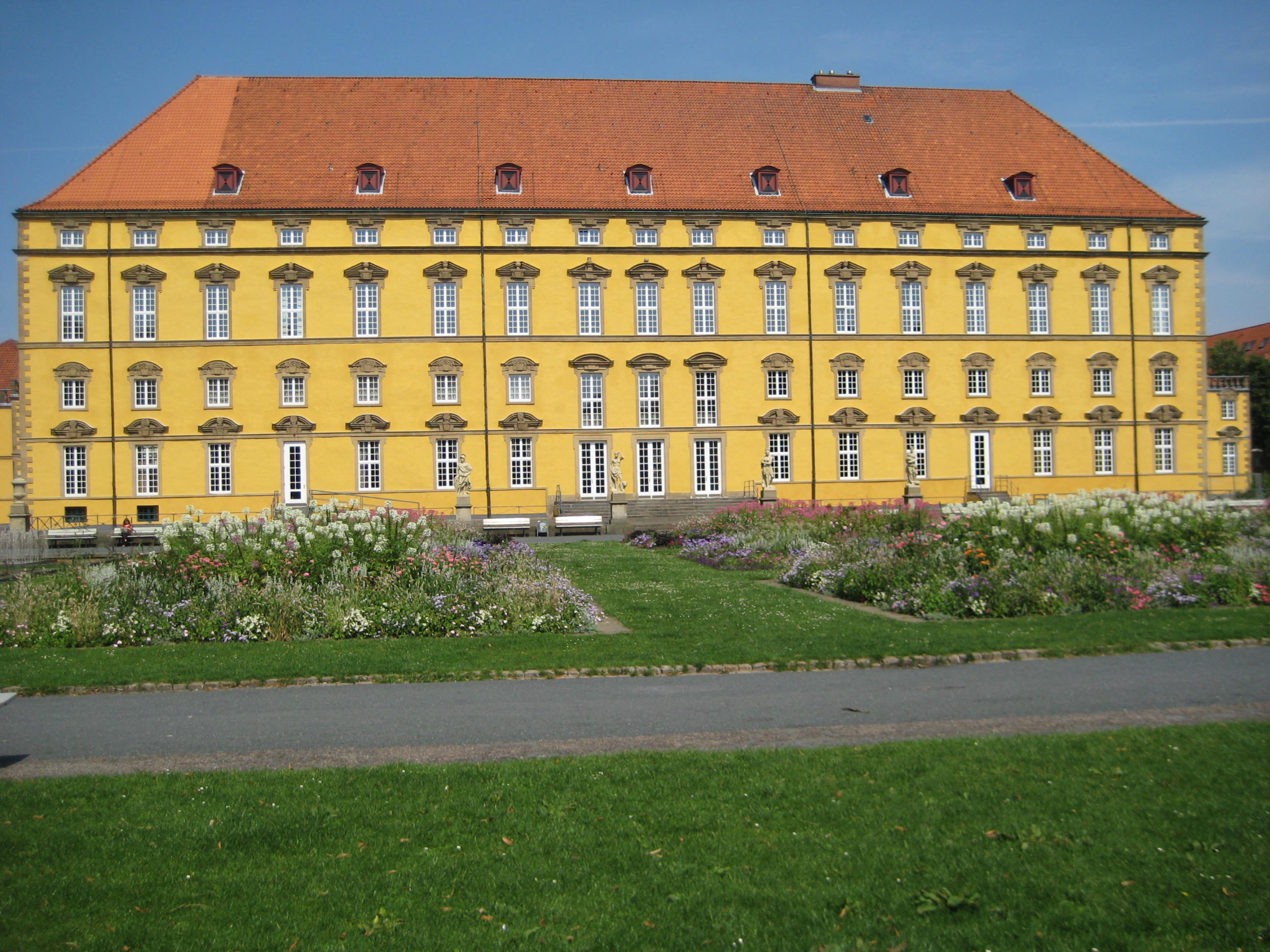
Im Schloss Osnabrück befand sich der Gestapokeller mit Haft- und Folterzellen

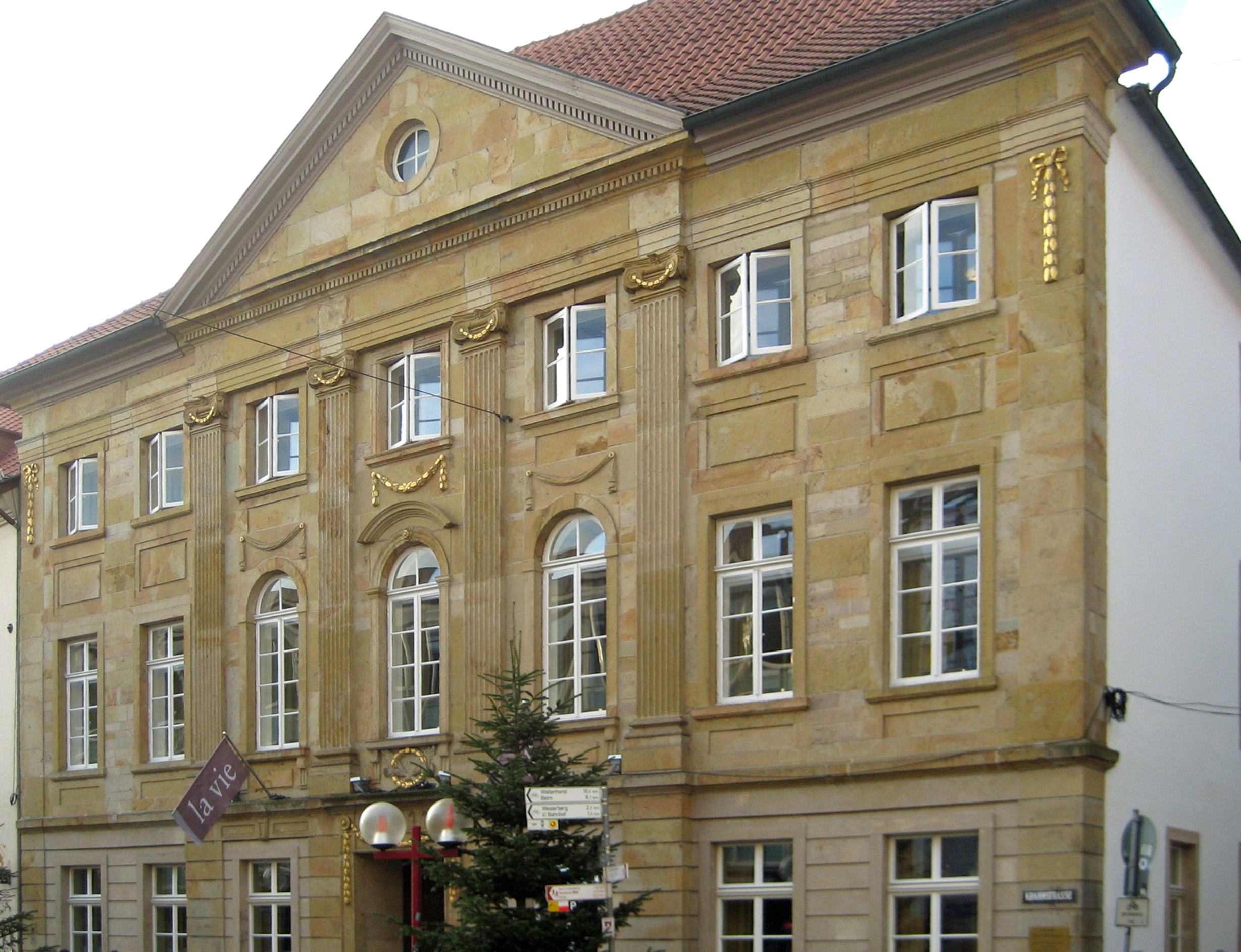
Der Besitzer des Hauses Tenge, Otto David, wurde zum Verkauf gezwungen

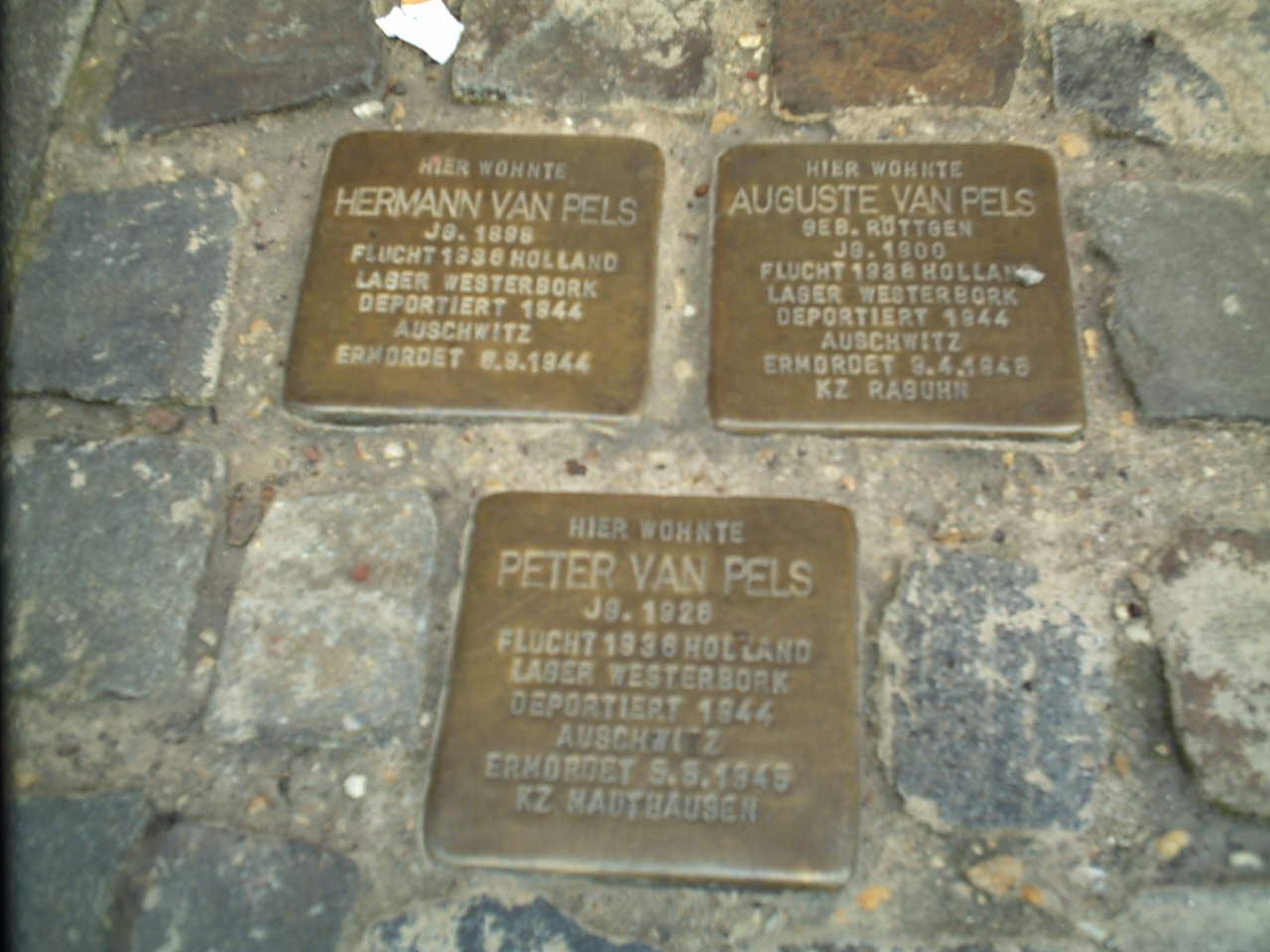
Stolpersteine für Hermann, Auguste und Peter van Pels, Martinistraße 67 a

Mit der Machtübernahme der Nationalsozialisten in Deutschland begann die Verfolgung der Juden durch Boykottmaßnahmen am 31. März/1. April 1933 gegen 40 jüdische Geschäfte in Osnabrück. Die Kunden sowie Besucher von Arzt- und Anwaltspraxen wurden fotografiert und ihre Fotos in einem Schaukasten am Geschäft des NSDAP-Ortsgruppenleiters Erwin Kolkmeyer zur Schau gestellt. Jüdische Ärzte, Juristen und Kaufleute wurden für zwei Tage in „Schutzhaft“ genommen. Im April 1933 wurde Theaterintendant Fritz Behrend entlassen. Das am 7. April 1933 erlassene Gesetz zur Wiederherstellung des Berufsbeamtentums gab das Mittel, um jüdische Beamte aus ihren Ämtern zu entfernen. Juden wurden aus Vereinen ausgeschlossen, so der Kaufmann Philipp Nussbaum Ende 1933 aus dem Kavallerie-Verein, dem er seit 1899 34 Jahre lang angehört hatte. 1933 emigrierten etwa 30 jüdische Osnabrücker.
Zu neuen Boykottaufrufen gegen jüdische Geschäfte kam es im August 1935. 25.000 bis 30.000 Menschen nahmen am 20. August 1935 an einer öffentlichen Veranstaltung unter dem Titel Osnabrück und die Judenfrage teil. Diese Veranstaltung wurde vom Bürgermeister als „Aufklärungsaktion“ bezeichnet.
Im November 1935 wurden das Kaufhaus Alsberg mit 151 Beschäftigten und das Haushaltswarengeschäft Wertheim „arisiert“. Zum Verkauf gezwungen wurde auch der Besitzer des Hauses Tenge, Otto David. Er überlebte den Holocaust, die 1898 geborene Gertrud David wurde in der NS-Tötungsanstalt Brandenburg vergast. Bis Ende 1936 emigrierten etwa 200 Juden aus Osnabrück.
1938 wurde ein jüdischer Osnabrücker wegen „Rassenschande“ verurteilt. Er starb nach Ablauf seiner Haft von drei Jahren im KZ Sachsenhausen. Im Oktober 1938 lebten noch 182 Angehörige der jüdischen Gemeinde in der Stadt.
Bei den Novemberpogromen 1938 wurde die Synagoge in Brand gesteckt und der Abriss von Oberbürgermeister Erich Gaertner (1882–1973) noch am selben Tag verfügt. Zwischen 80 und 90 jüdische Männer sowie eine unbekannte Zahl von Frauen und nichtjüdische Ehepartner – einschließlich Juden aus umliegenden Orten – wurden festgesetzt, nachdem sie zum Teil zuvor misshandelt worden waren. Sie wurden in den Gestapokeller des Osnabrücker Schlosses gebracht. Etwa 60 Juden wurden ins Konzentrationslager Buchenwald transportiert, jüdische Männer mit nichtjüdischen Ehefrauen kamen ins KZ Sachsenhausen. Unmittelbar nach den Novemberpogromen flüchteten 60 jüdische Bürger.
Jüdische Osnabrücker emigrierten nach Palästina (44), in die USA (43), nach Großbritannien (19) sowie in geringerer Zahl in andere europäische Länder, nach Südamerika (17) sowie nach Afrika (9) und nach China (3). Zu den 83 Juden, die in die Niederlande emigrierten, gehörte die Familie des 1926 geborenen Peter van Pels, der in Amsterdam zu den Leidensgefährten Anne Franks im Versteck des Hauses Prinsengracht 263 gehörte, dem heutigen Anne-Frank-Haus. 
Im Mai 1939 wurden die noch in der Stadt lebenden Juden in sogenannte Judenhäuser eingewiesen. In der Provinzial-Heil- und Pflegeanstalt im ehemaligen Kloster Gertrudenberg lebten acht jüdische Patientinnen, die mit anderen Patientinnen im November 1940 zunächst in die Heil- und Pflegeanstalt Wunstorf und von dort in der NS-Tötungsanstalt Brandenburg gebracht wurden, wo sie ermordet wurden.
Nur noch 69 Juden lebten im Februar 1941 in Osnabrück. Im Dezember 1941 setzten Deportationen nach Riga (Lettland) ein. Möglicherweise wurden die Deportierten ins KZ Jungfernhof gebracht. Von 35 Personen des ersten Transports überlebten fünf. 27 Juden wurden im Juli 1942 in das KZ Theresienstadt deportiert. Sieben Juden lebten bis 1943 im Judenhaus in der Kommenderiestraße 11, in dem im August 1941 noch 25 Personen untergebracht gewesen waren. Die verbliebenen Einwohner wurden ins KZ Auschwitz deportiert. Von den in die Niederlande emigrierten Osnabrücker Juden, darunter die Eltern des Malers Felix Nussbaum, sein Bruder Justus und seine Nichte Marianne, wurden 40 in Konzentrationslager gebracht. Noch im Februar 1945 wurden sechs Juden mit nichtjüdischen Ehepartnern von Osnabrück nach Theresienstadt deportiert.
Eine größere Anzahl Juden fand sich im Raum Osnabrück während des Zweiten Weltkrieges außerdem im Kriegsgefangenenlager Oflag VI C in Atter. Bis 1944 konnten die aus Jugoslawien stammenden Inhaftierten, von denen bis zu 400 jüdischen Glaubens waren, dort sogar noch ein jüdisches Gemeindeleben aufrechterhalten.

### Nach 1945

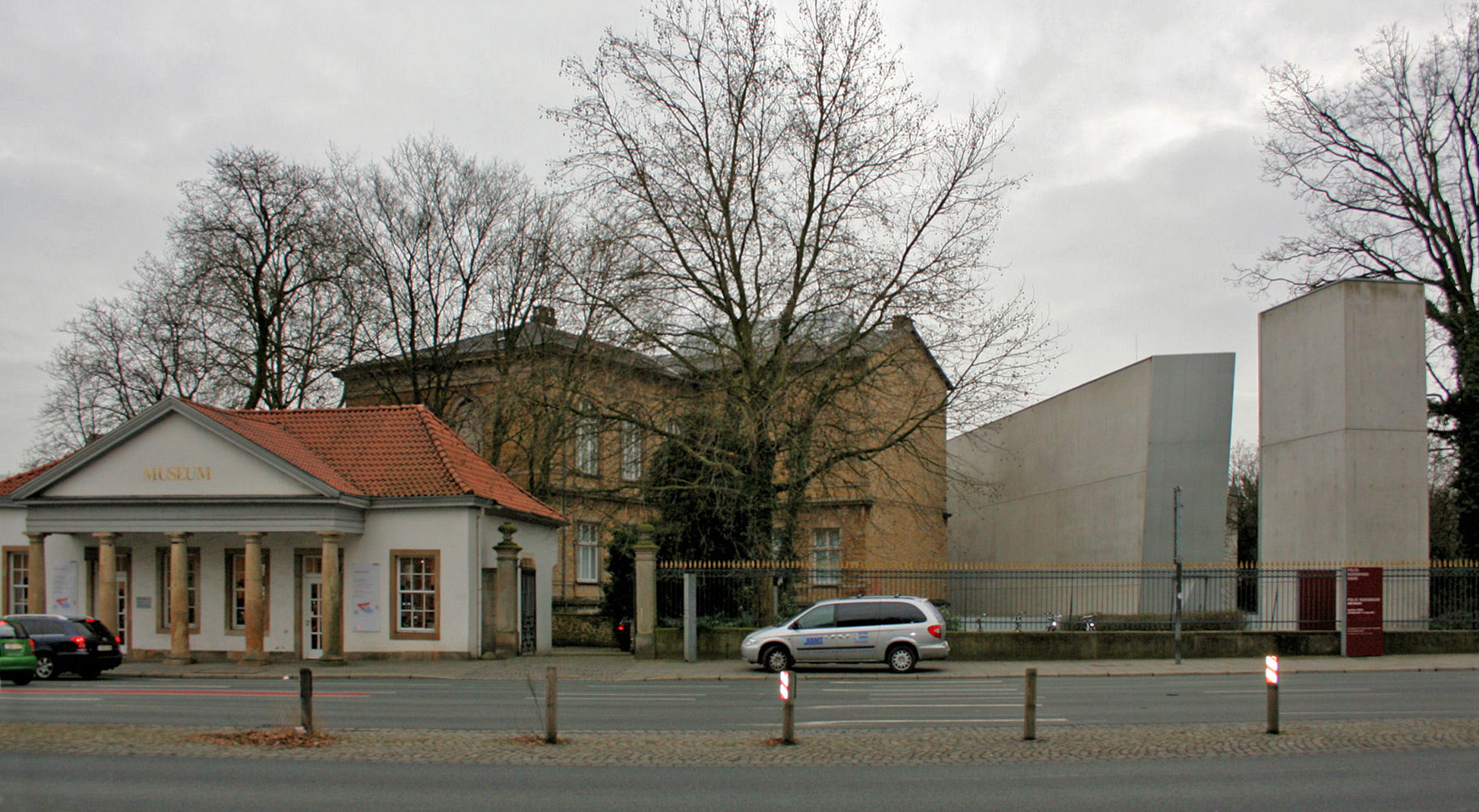
Felix-Nussbaum-Haus (rechts), gebaut von Daniel Libeskind, 1998 eröffnet

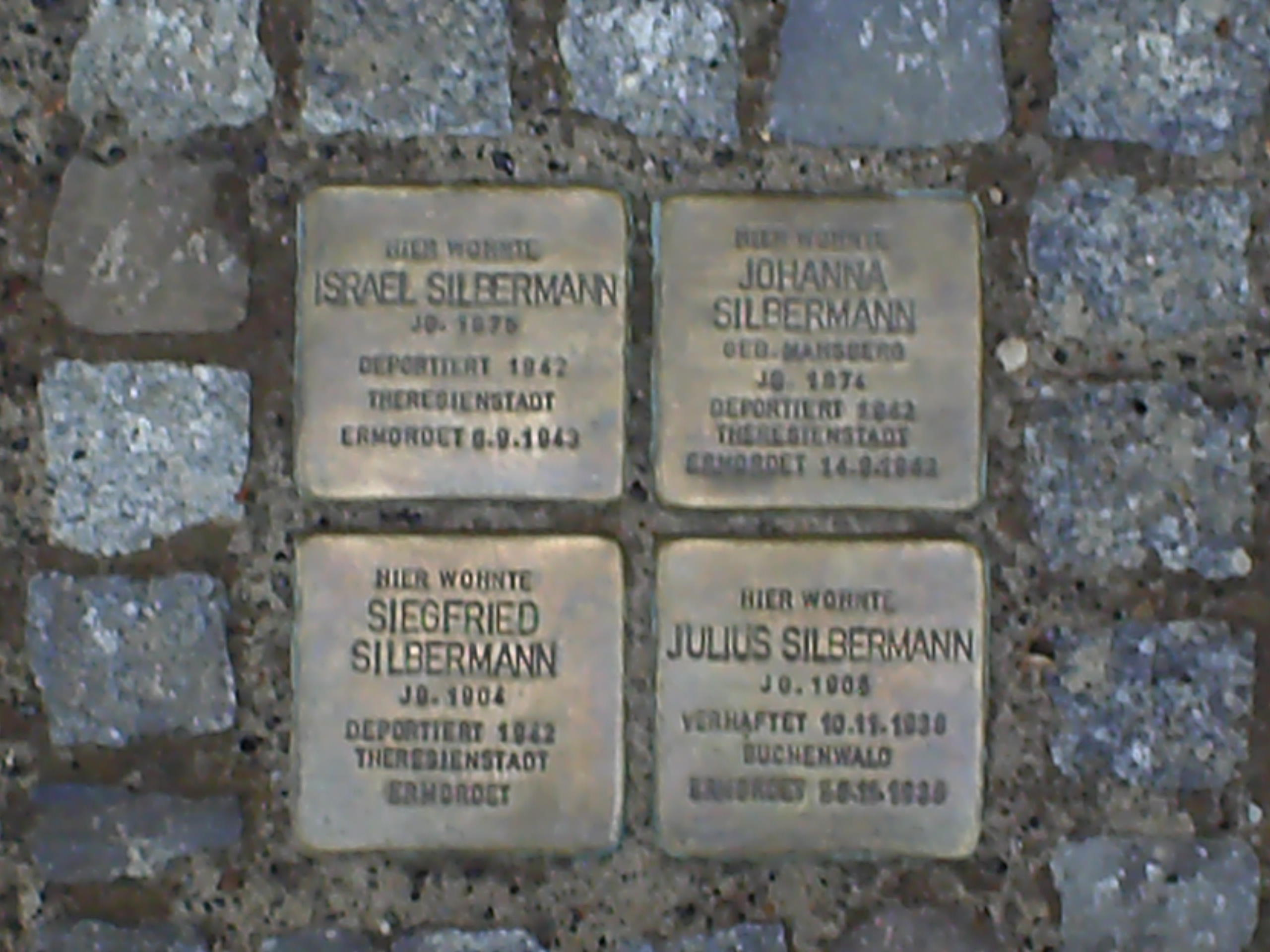
Stolpersteine für die Angehörigen der Familie Silbermann

Fünf jüdische Osnabrücker überlebten die Deportation und verschiedene Konzentrationslager. Zu ihnen gehörte Ewald Aul, der im Dezember 1941 nach Riga deportiert worden war und von dort ins KZ Stutthof kam. Er kehrte nach Osnabrück zurück, gründete dort mit weiteren Überlebenden die Synagogengemeinde und war viele Jahre deren Vorsteher. 1980 war er Mitbegründer der Gesellschaft für Christlich-Jüdische Zusammenarbeit e. V. Osnabrück. 2006 verlieh ihm die Stadt Osnabrück die Bürgermedaille.
Die Gemeinde entstand durch Zuzug von Überlebenden aus den Konzentrationslagern und den Staaten Osteuropas. Im Oktober 1945 hatte sie 45 Mitglieder. Eine Behelfssynagoge wurde in der ehemaligen jüdischen Schule in der Rolandstraße – jetzt Alte-Synagogen-Straße – eingerichtet. Gegen die Synagoge wurde am 17. Dezember 1945 ein Anschlag verübt, indem Fenster des Gebäudes mit Steinen eingeschlagen wurden.
Neun Tatverdächtige des Novemberpogroms 1938 wurden 1949 vor Gericht gestellt, darunter der ehemalige NSDAP-Ortsgruppenleiter Erwin Kolkmeyer. Er wurde wie zwei weitere Angeklagte zu zehn Monaten Haft verurteilt. Sie legten wie weitere Verurteilte Berufung ein; 1952 wurde die Strafe jeweils um einen Monat verkürzt. Der NSDAP-Kreisleiter Wilhelm Münzer war bereits im ersten Prozess freigesprochen worden.

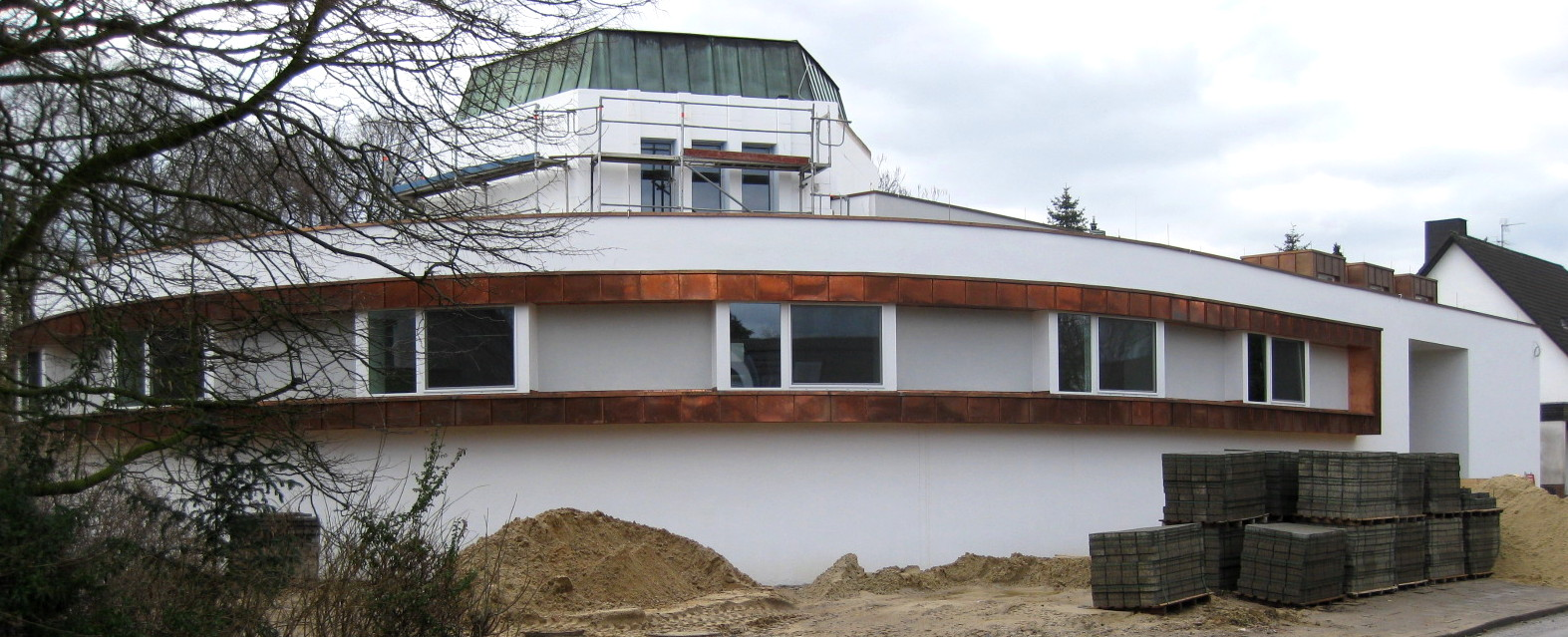
Die neue Synagoge von 1969 mit dem Erweiterungsbau von 2009/2010 im Februar 2010

Seit 1969 hat die jüdische Gemeinde  eine neue Synagoge und ein Gemeindezentrum in der Straße „In der Barlage“ im Stadtteil Weststadt. Die Gebäude wurden von dem Frankfurter Architekten Hermann Guttmann geplant. In Osnabrück lebten im selben Jahr 25 Juden, die übrigen 39 Gemeindeangehörigen im Regierungsbezirk Osnabrück. Nach 1991 wuchs die Gemeinde durch Kontingentflüchtlinge aus den Staaten der ehemaligen Sowjetunion auf etwa 400 im Jahr 1996.
1978 wurden zur Erinnerung am Gebäude der ehemaligen Bezirksregierung, dessen Erweiterungsbau in den 1950er Jahren auf dem Gelände der zerstörten Synagoge errichtet wurde, drei Gedenktafeln angebracht. Ein Teil der Rolandstraße, an den der Erweiterungsbau angrenzt, erhielt den Namen Alte-Synagogen-Straße. Ein Mahnmal für die Alte Synagoge wurde 2004 errichtet.
1998 wurde das von Daniel Libeskind geplante Felix-Nussbaum-Haus eröffnet, in dem sich die weltweit größte Sammlung mit Werken des Osnabrücker Malers befindet. Es zeigt auch Werke seiner Ehefrau Felka Platek, die wie er 1944 im KZ Auschwitz-Birkenau ermordet wurde.
Seit 2007 werden in Osnabrück Stolpersteine zum Gedenken an ermordete Osnabrücker Juden, Politiker, Geistliche und Gewerkschafter verlegt. So erinnern Stolpersteine vor dem Haus Neue Straße 20 an Israel, Johanna, Siegfried und Julius Silbermann. Israel Silbermann, seine Frau Johanna und der Sohn Siegfried lebten bis zu ihrer Deportation im Judenhaus Kommenderiestraße; ihr Sohn Julius war bereits 1938 deportiert worden. Dem jüngsten Sohn war die Emigration nach Großbritannien gelungen.
Die Synagoge von 1969 in der Straße In der Barlage wurde 2009/2010 in einer Bauzeit von 14 Monaten für 3,6 Millionen Euro erweitert. 2010 zählt die Gemeinde etwa 1000 Mitglieder, von denen ein Großteil aus den Staaten der ehemaligen Sowjetunion stammt.